# Nowowoskressenske
Nowowoskressenske (ukrainisch Нововоскресенське; russisch Нововоскресенское Nowowoskressenskoje) ist ein Dorf im Norden der ukrainischen Oblast Cherson mit etwa 1600 Einwohnern (2001).

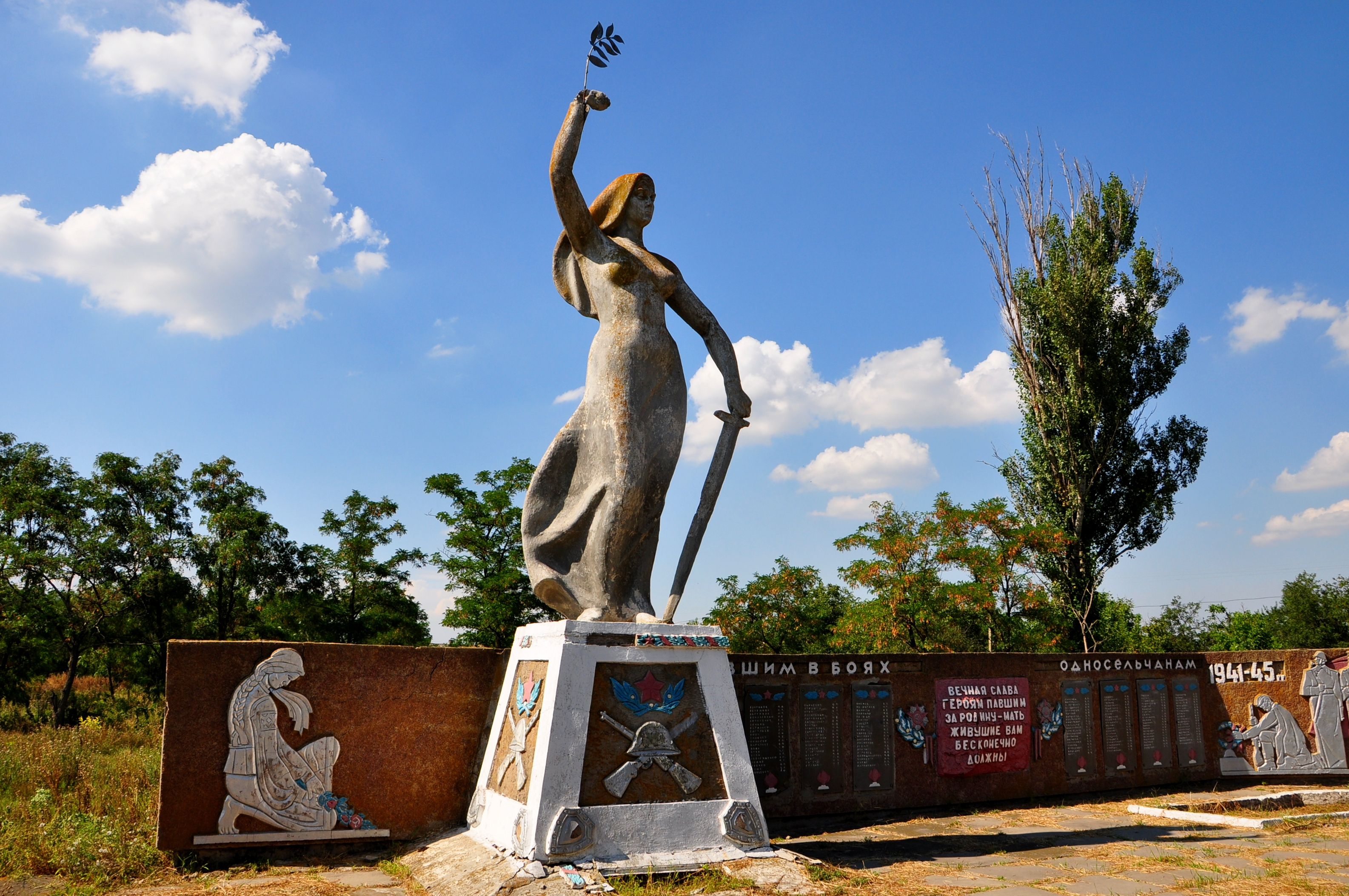
Denkmal für die im Großen Vaterländischen Krieg gefallenen Dorfbewohner

Das Mitte des 19. Jahrhunderts gegründete Dorf war zwischen dem 23. August 1941 und dem 29. Februar 1944 von der Wehrmacht besetzt.
Mit Beschluss des regionalen Exekutivkomitees vom 15. Dezember 1956 wurden die Dörfer Nowoarkhangelske und Nowowoskressenske unter dem Namen Nowowoskressenske vereinigt.
Nowowoskressenske liegt auf einer Höhe von 78 m, 37 km südwestlich vom ehemaligen Rajonzentrum Nowoworonzowka und etwa 130 km nordöstlich vom Oblastzentrum Cherson. Die nächstgelegene größere Ortschaft ist die 30 km westlich liegende Siedlung städtischen Typs Welyka Oleksandriwka.
Am nordwestlichen Rand des Dorfes entspringt die Kamjanka (Кам'янка), ein 52 km langer, rechter Nebenfluss des Dnepr.
Nördlich vom Dorf verläuft in 10 km Entfernung beim Dorf Myroljubiwka (Миролюбівка) die Territorialstraße T–22–07.
Am 12. Juni 2020 wurde das Dorf ein Teil der Siedlungsgemeinde Nowoworonzowka; bis dahin bildete es die Landratsgemeinde Nowowoskressenske (Нововоскресенська сільська рада/Nowowoskressenska silska rada) im Osten des Rajons Nowoworonzowka.
Seit Juli 2020 ist es ein Teil des Rajons Beryslaw.